# Dragon Ball Z : Le Combat fratricide
 (mai 2024).
Dragon Ball Z : Le Combat fratricide (ドラゴンボールZ 地球まるごと超決戦, Doragon Bōru Zetto: Chikyū Marugoto Chōkessen, litt. La super bataille décisive autour de la Terre) est un film d’animation japonais réalisé par Daisuke Nishio, sorti 1990

.

## Synopsis
Un nouveau Saiyan, Thalès, qui ressemble à s’y méprendre à Son Goku, arrive sur Terre avec une bande d’extraterrestres. Ils plantent un arbre qui puise l’énergie vitale de la planète pour donner naissance à des fruits qui rendent surpuissants. Son Goku et ses alliés feront tout pour les arrêter.

## Fiche technique
- Titre original : ドラゴンボールZ 地球まるごと超決戦 (Doragon Bōru Zetto: Chikyū Marugoto Chōkessen)
- Titre français : Dragon Ball Z : Le Combat fratricide
- Réalisation :
  - Daisuke Nishio (réalisateur)
  - Junichi Fujise, Takahiro Imamura (assistants réalisateurs)
- Scénario : Takao Koyama, adapté du manga Dragon Ball d’Akira Toriyama
- Musique : Shunsuke Kikuchi
- Montage : Yoshihiro Aso
- Direction artistique : Yûji Ikeda
- Directeur de l’animation : Minoru Maeda
- Directeur des voix : Karl Willems
- Producteurs :
  - Chiaki Imada, Tamio Kojima (directeurs de production)
  - Gen Fukunaga (producteur exécutif)
  - Kazumasa Horikawa, Matsuji Kishimoto, Kôzô Morishita, Kenji Shimizu (producteurs)
- Société de production : Toei Animation
- Pays d’origine :  Japon
- Format : Couleurs
- Genre : Aventure, fantastique
- Durée : 60 minutes
- Date de sortie : 7 juillet 1990

## Distribution
- Hiroko Emori (VF : Céline Monsarrat) : Chaozu
- Toshio Furukawa (VF : Philippe Ariotti) : Piccolo
- Tōru Furuya (VF : Éric Legrand) : Yamcha
- Banjō Ginga (VF : Patrick Borg) : Amondo
- Yūji Machi (VF : Philippe Ariotti) : Daîzu
- Kōhei Miyauchi (VF : Pierre Trabaud) : Kamé Sennin
- Masako Nozawa (VF : Patrick Borg) : Son Goku
- Masako Nozawa (VF : Brigitte Lecordier) : Son Gohan
- Masako Nozawa (VF : Frédéric Bouraly) : Thalès
- Masaharu Satō (VF : Patrick Borg) : Rakasei
- Shinobu Satōchi (VF : ?) : Kakao
- Mayumi Shō (VF : Céline Monsarrat) : Chichi
- Hirotaka Suzuoki (VF : Georges Lycan) : Ten Shin Han
- Mayumi Tanaka (VF : Francine Lainé) : Krilin
- Naoki Tatsuta (VF : Philippe Ariotti) : Oolong
- Hiromi Tsuru (VF : Céline Monsarrat) : Bulma
- Kenji Utsumi (VF : Pierre Trabaud) : Rezun
- Kenji Utsumi (VF : Georges Lycan) : Shenron
- Naoko Watanabe (VF : Francine Lainé) : Puerh
- Jōji Yanami (VF : Pierre Trabaud) : Maître Kaio
- Jōji Yanami (VF : Georges Lycan) : Narrateur

## Continuité dans l'histoire
Le film semble se dérouler entre la saga des Saiyans et celle de Freezer, mais il n'entre pas dans la continuité de l'histoire car Piccolo, Ten Shin Han, Chaozu et Yamcha ne sont pas morts.
Par conséquent, ce film n’a pas sa place dans la continuité de Dragon Ball.

## Autour du film
Ce film fut diffusé dans le cadre de la Toeï Anime Fair de juillet 1990 spéciale Akira Toriyama - The World, en même temps que Pink et Kennosuké.